# Paul Steinert
Paul Steinert (* 6. Juni 1888 in Gnesen; † 4. Juli 1951) war ein deutscher Gewerkschafter und sozialdemokratischer Politiker.

## Leben
Paul Steinert war Bergmann von Beruf und ab 1910 Mitglied der SPD. Zwischen 1910 und 1933 war er gewerkschaftlich engagiert. So war er von 1918 bis 1933 Betriebsratsvorsitzender der Zeche Dorstfeld. Daneben war er von 1920 bis 1928 Knappschaftsältester sowie von 1928 bis 1933 Arbeitsgerichtsbeisitzer und Vorsitzender einer Ortsgruppe des Bergarbeiterverbandes. 
Mit der Auflösung der Gewerkschaften und dem Verbot der SPD während der Zeit des Nationalsozialismus wurde Steinerts Engagement unterbrochen. 
Seit Mai 1945 war er wieder Betriebsratsvorsitzender. Ab 1946 war er Vorsitzender des Kontrollausschusses des Industrieverbandes Bergbau und Vorsitzender des Industrieverbandes Bergbau der Schachtgruppe Dorstfeld. 
Steinert war Mitglied des ernannten Landtages von Nordrhein-Westfalen von 1946 bis 1947. Danach war er in den ersten beiden Wahlperioden direkt gewählter Abgeordneter des Landtages für den Wahlkreis Dortmund VI. Der Schwerpunkt seines politischen Wirkens lag in der Sozialpolitik.